# Naran-Tal
Das Naran-Tal (englisch Naran Valley; Urdu: وادی ناران) ist ein Tal in der pakistanischen Provinz Khyber Pakhtunkhwa. Es wird vom Fluss Kunhar durchflossen. Hauptattraktionen sind Makra, Malka Parbat und Saiful Muluk.

## Bilder

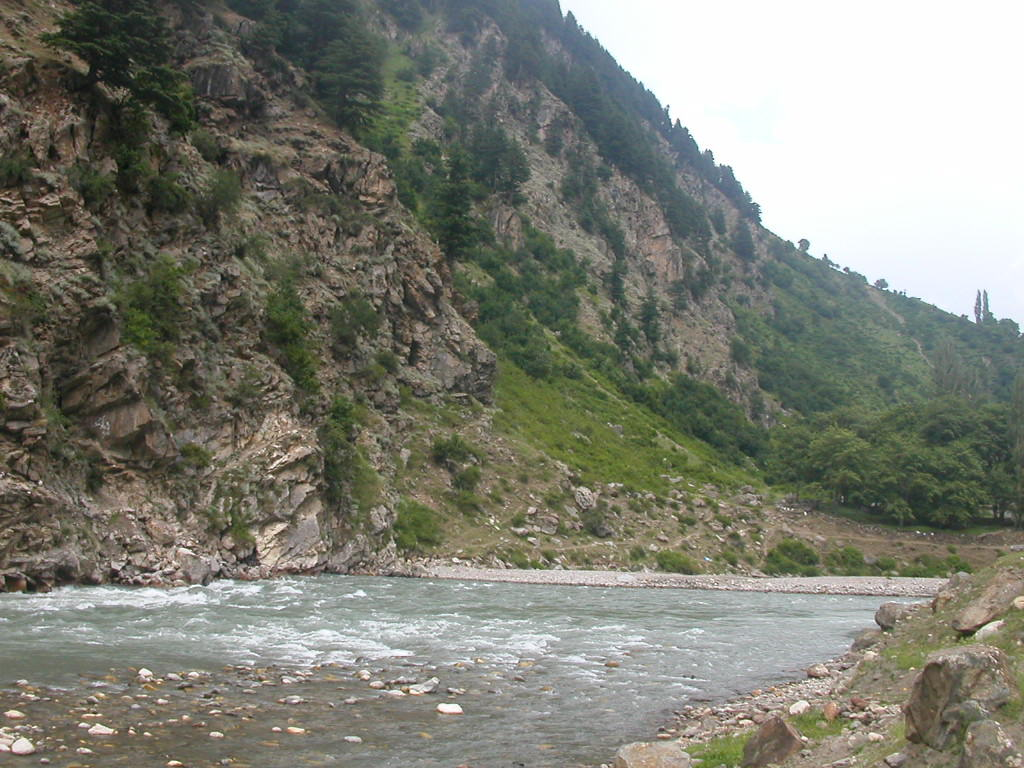
Der Fluss Kunhar im Naran-Tal
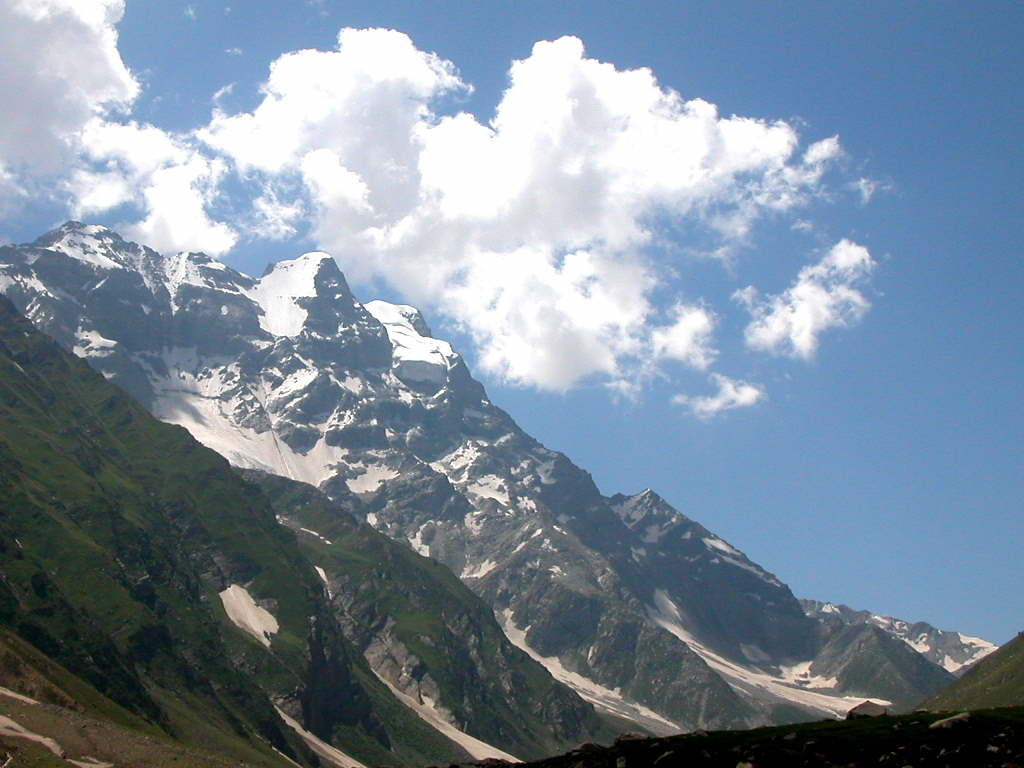
Berg Malka Perbat Peak in Naran, Pakistan
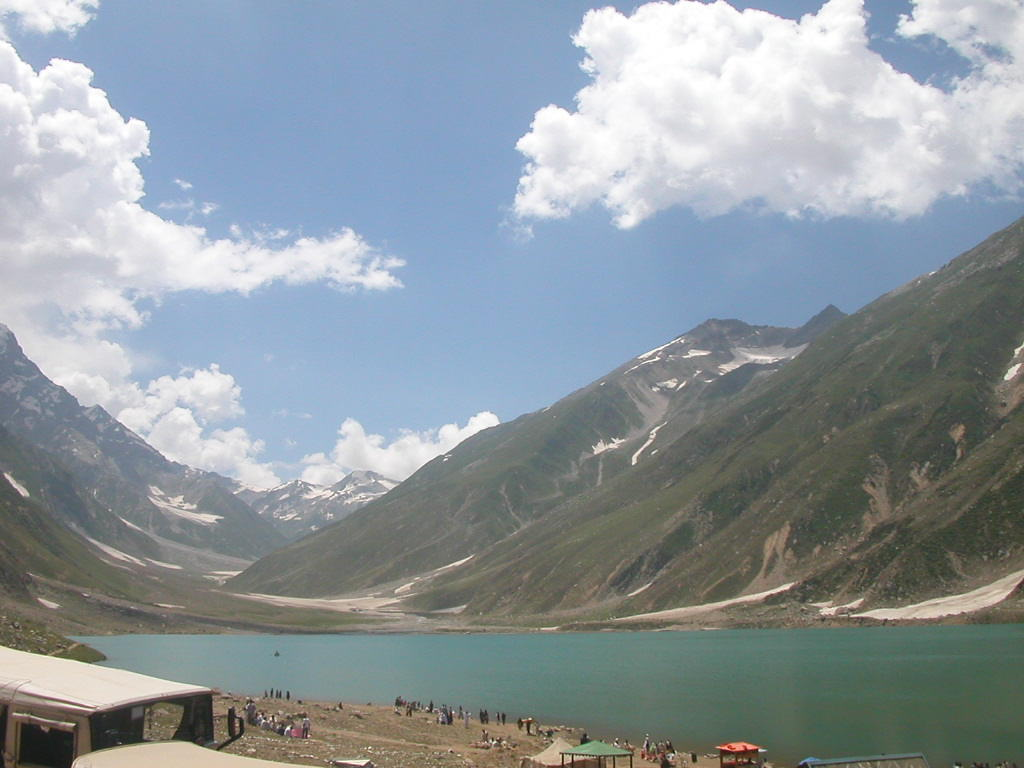
See Saif-ul-maluk in Naran, Pakistan